# Howard Jones (músico británico)
Howard Jones (nacido el 23 de febrero de 1955) es un músico Británico que contó con grandes éxitos en la década de los 80s.

## Biografía
Howard Jones nació en Southampton, Hampshire, Inglaterra. Allí desarrolló su carrera como cantante y músico, debutando en septiembre de 1983 con "New Song", un sencillo que alcanzó el tercer puesto del UK Singles Chart y llegando al top 30 en los Estados Unidos. Su segundo sencillo "What is Love?" (editado en noviembre del mismo año) fue igualmente exitoso, llegando al puesto 2 en el Reino Unido y al 33 en los Estados Unidos. "Hide and Seek" (su tercer sencillo), alcanzó el puesto 12 en Reino Unido. Estos tres sencillos formarían parte del álbum debut de Howard Jones en 1984: Human's Lib (del cual se extraería otro sencillo top 10: "Pearl in the Shell").
Human's Lib fue número uno en Reino Unido por más de un año. También en 1984, editaría un álbum de remezclas. En 1985, Howard Jones edita su segundo álbum Dream Into Action, alcanzando con este el segundo puesto en el UK Albums Chart. Los cortes de difusión de Dream Into Action también tuvieron un gran suceso como "Things Can Only Get Better" (UK #6, US #5), "Look Mama" (UK #10), "Life in One Day" (UK #14, US #19), "Like to Get to Know You Well" (UK #4) y "No One Is to Blame" (UK #16, US #4).
En 1986, editó One to One, que si bien fue exitoso, no repitió el éxito de los anteriores. Su tema más conocido fue "You Know I Love You... Don't You?" con la participación de Phil Collins.
En 1989, editó Cross that Line que tuvo un moderado éxito en Estados Unidos pero fracasó en Inglaterra. Sus temas más representativos fueron: "The Prisoner" y "Everlasting Love".
En 1992 edita In the Running, en 1994 Working in the Backroom y en 1998 People. En 2005, Howard Jones volvería a editar un álbum de estudio Revolution of the Heart.
En noviembre de 2009 fue lanzado Ordinary Heroes. Realizó una gira por Londres, Cardiff y Mánchester con una sección de cuerdas y el Coro Morriston Orpheus (en St David's Hall en Cardiff).
En 2015 lanzó Engage, el primer álbum de un set electrónico de cuatro discos. El 10 de mayo de 2019 fue lanzado el segundo álbum electrónico Transform. Cuenta con tres colaboraciones con el músico electrónico BT. En 2022 se lanzó el tercer álbum, Dialogue, que consta de ocho canciones. El cuarto álbum del set, se llamará, Global Citizen.

## Discografía

### Álbumes
- Human's Lib (1984).
- The 12-inch album (1984).
- Dream into Action (1985).
- Action replay (1986).
- One to One (1986).
- Cross That Line (1989).
- In the running (1992).
- Best of (1993).
- Live Acoustic America (1996).
- Angels & Lovers (1997).
- People (1998).
- Perform '00 (2000).
- Perform '01 (2001).
- Metamorphosis (2001).
- Greatests Hits (2002).
- The essential (2002).
- The very Best of Howard Jones (2003).
- Live: Peaceful Tour (2004).
- Revolution in the heart (2005).
- Ordinary Heroes (2009).
- Engage (2015).
- Transform (2019)
- Dialogue (2022)

### Sencillos
- "New Song" (1983)
- "What Is Love?" (1983)
- "Hide And Seek" (1984)
- "Pearl In The Shell" (1984)
- "Like To Get To Know You Well" (1984)
- "Things Can Only Get Better" (1985)
- "Look Mama" (1985)
- "Life In One Day" (1985)
- "No One Is To Blame" (1986)
- "All I Want" (1986)
- "You Know I Love You... Don't You ?" (1986)
- "Little Bit of Snow" (1987)
- "Everlasting Love" (1989)
- "The Prisoner" (1989)
- "Lift Me Up" (1992)
- "Two Souls" (1992)
- "Tears to Tell" (1992)
- "I.G.Y" (1993)
- "Angels and Lovers" (1997)
- "Tomorrow is Now" (1998)
- "Let The People Have Their Say" (1999)
- "Just Look At You Now" (2005)
- "Soon You'll Go" (2009)